# Tor Tre Teste
Tor Tre Teste è la zona urbanistica 7E del Municipio Roma V di Roma Capitale. Si estende sul quartiere Q. XXIII Alessandrino.

## Geografia fisica

### Territorio
La zona confina:
- a nord con parte della zona urbanistica 7B Alessandrina e con la 7C Tor Sapienza;
- a est con le zone urbanistiche 7H Omo e 7F Casetta Mistica;
- a sud e a ovest con la zona urbanistica 7B Alessandrina.

## Storia
La zona prende il nome da un bassorilievo in travertino raffigurante tre teste, di cui una femminile velata, posto sulla facciata della chiesa di Sant'Anna a Tor Tre Teste, circa al 9° chilometro della via Prenestina.
La chiesetta si trova addossata a una torre, innalzata nel XII secolo con funzione giurisdizionale e che era anticamente denominata "Torre di San Giovanni", probabilmente in quanto, in epoca medioevale, apparteneva alla Basilica Lateranense, come testimoniava un'iscrizione che era presente sulla parte meridionale della torre:
Nel 1948 crollò tutta la parete settentrionale della torre; altri crolli avvennero nel 1966 e infine nel 1972, quando cadde l'angolo sud-orientale abbattendo parte della facciata della chiesa e l'epigrafe medievale.

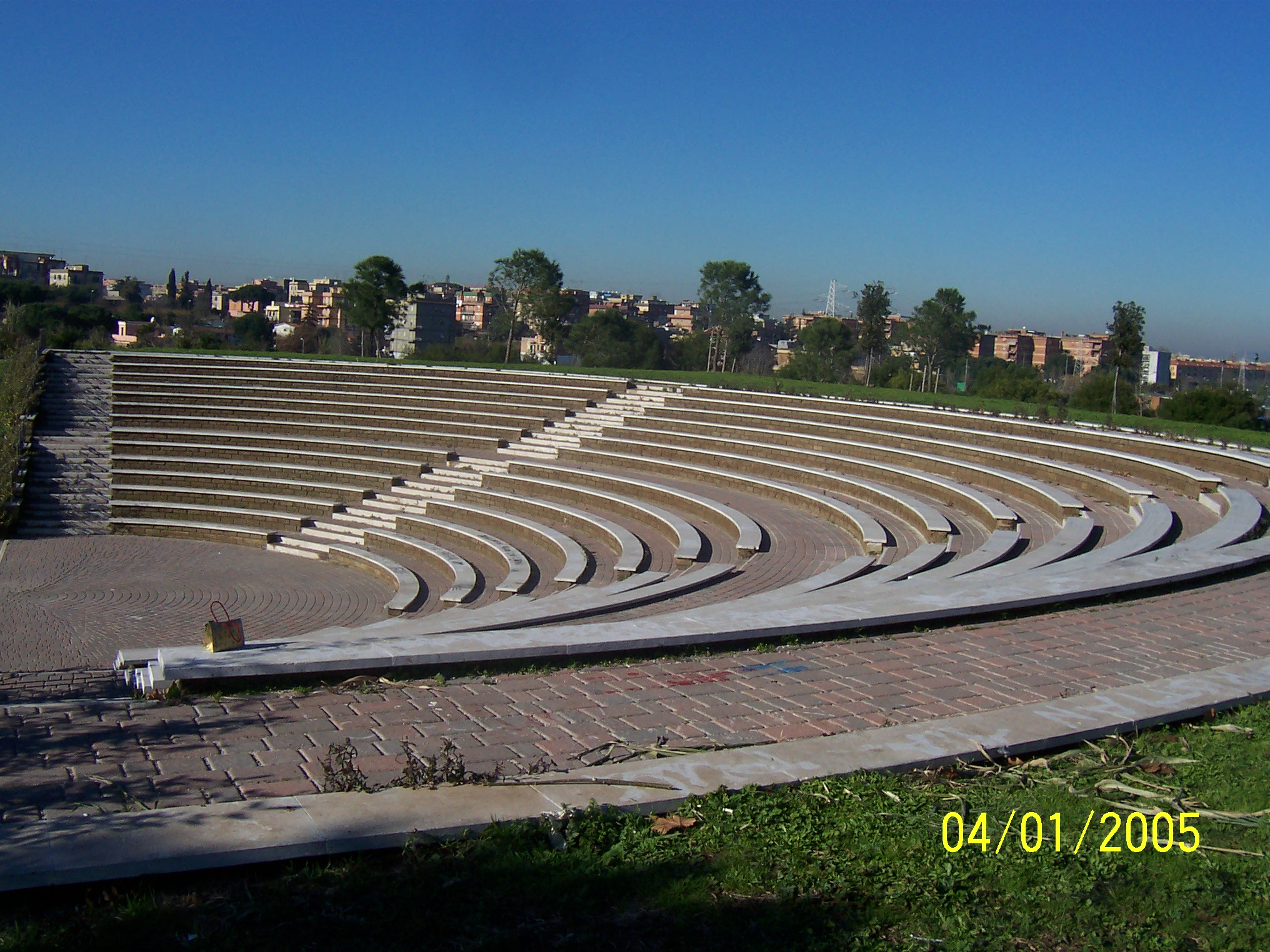
Teatro di tipo greco (detto erroneamente "anfiteatro") di Tor Tre Teste

Nel 1966, i resti di una villa di età imperiale vennero distrutti per costruire un insediamento industriale; tra il 1964 e il 1967 venne parzialmente demolito un sepolcro a tempietto.
Il 26 ottobre 2003 venne inaugurata la nuova chiesa di Dio Padre misericordioso, progettata dall'architetto Richard Meier, caratterizzata per le tre vele bianche, la luminosità e il cemento "mangiasmog" con cui è stata costruita.

## Monumenti e luoghi d'interesse

### Architetture religiose
- Chiesa di Sant'Anna a Tor Tre Teste, su via Prenestina. Chiesa sconsacrata del XVII secolo.
- Chiesa di San Tommaso d'Aquino, su via Davide Campari. Chiesa del XX secolo (1988).
- Chiesa di Dio Padre misericordioso, sul largo Terzo Millennio. Chiesa del XXI secolo (1998-2003).

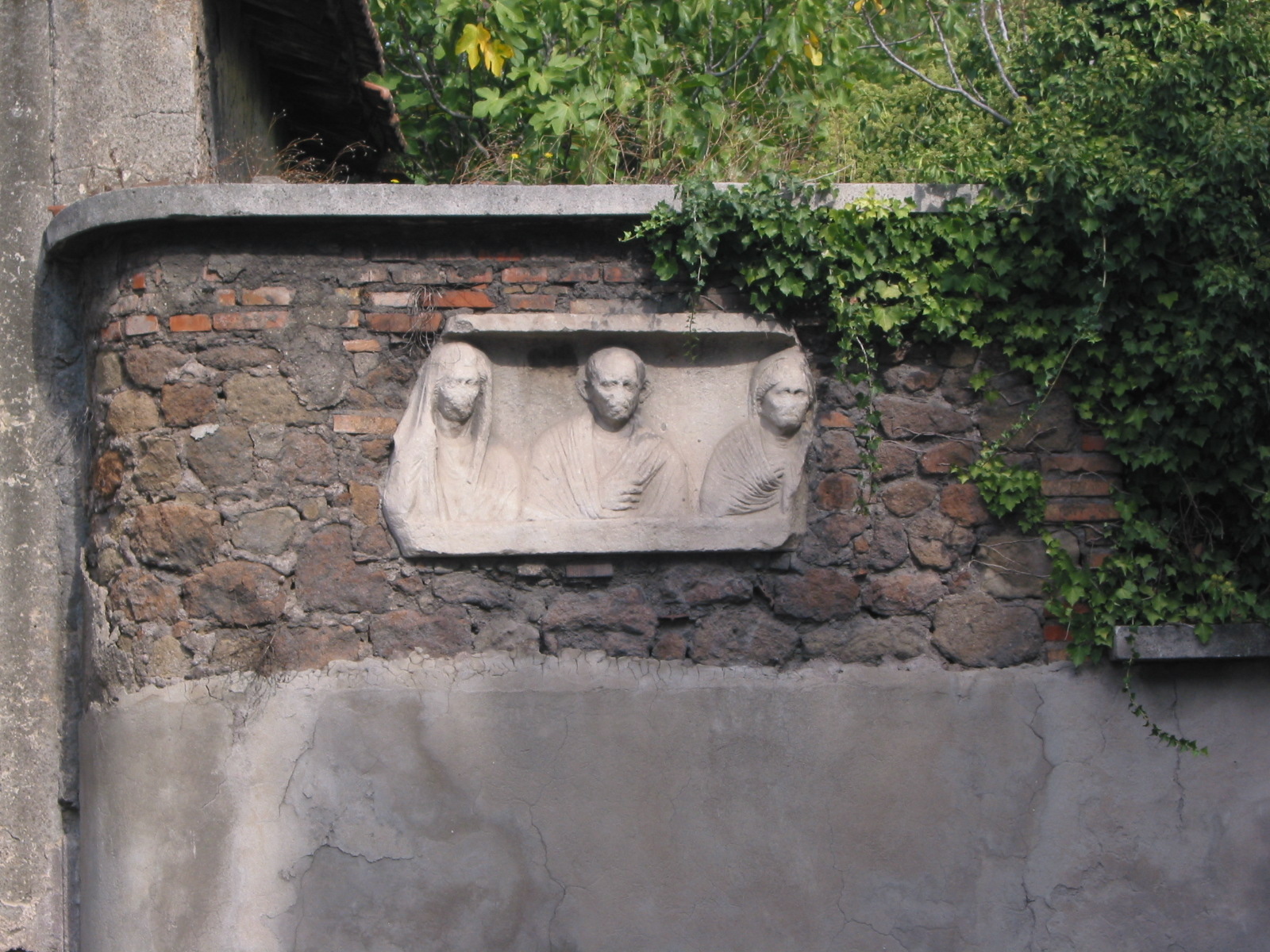
Il bassorilievo in travertino raffigurante le tre protome

### Aree naturali

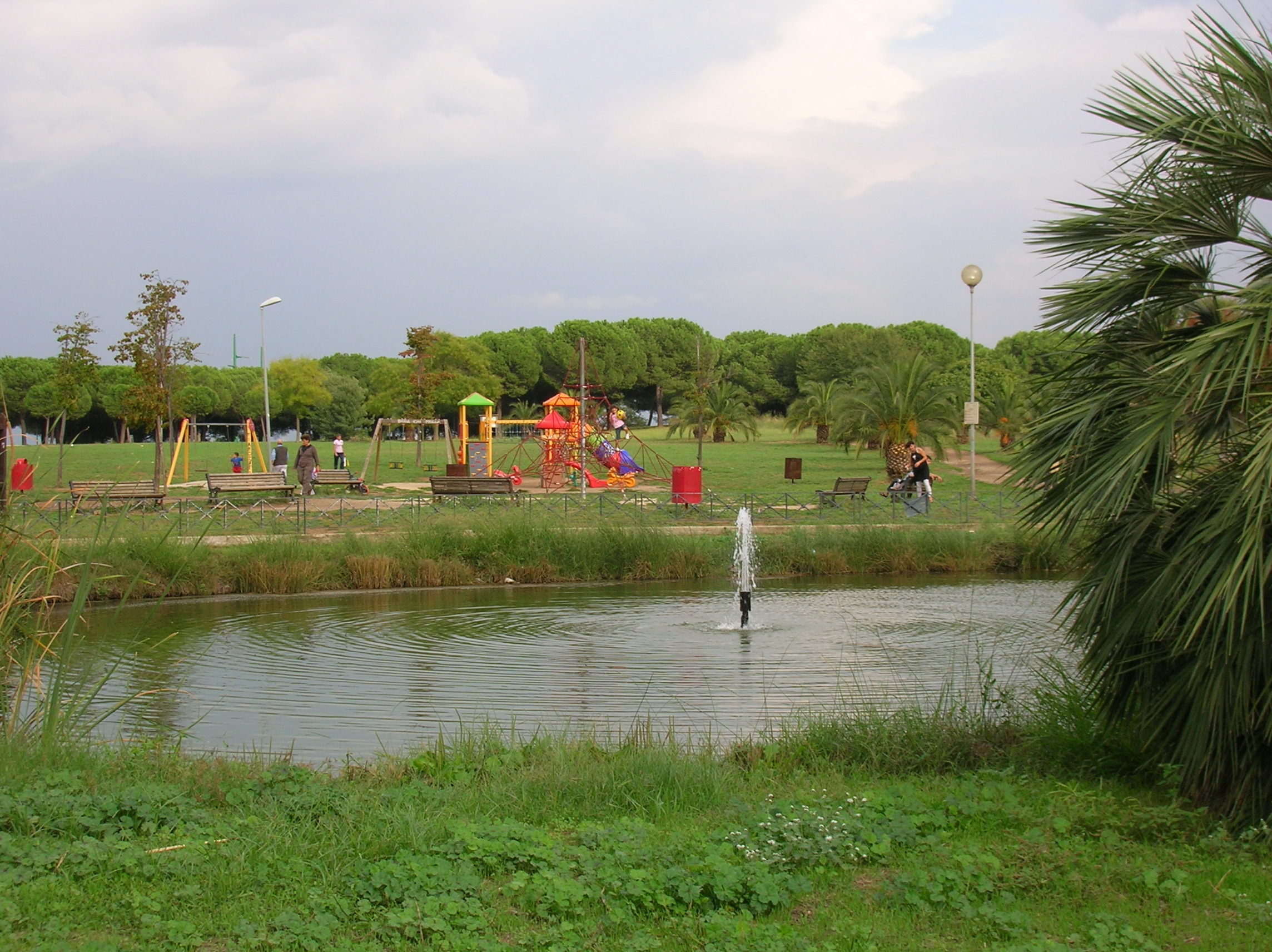
Il parco intitolato a Giovanni Palatucci

Nel quartiere ci sono estese aree verdi, come il parco Giovanni Palatucci, detto anche parco Tor Tre Teste-Alessandrino, e il parco Davide Franceschetti.

## Sport
La zona è rappresentata nello sport del calcio dal GSD Nuova Tor Tre Teste. Ha diverse rappresentative giovanili, militanti nei campionati regionali Juniores Elite, Allievi Elite, Allievi Elite fascia B, Giovanissimi Elite e Giovanissimi Elite fascia B.